# تپه ابراهیم خان
تپه ابراهیم خان مربوط به دوران‌های تاریخی پس از اسلام است و در شهرستان سنقر، بخش مرکزی، روستای چماق تپه واقع شده و این اثر در تاریخ ۱۲ تیر ۱۳۸۴ با شمارهٔ ثبت ۱۲۰۲۳ به‌عنوان یکی از آثار ملی ایران به ثبت رسیده است.